# Echinochloa
Echinochloa là một chi thực vật có hoa trong họ Hòa thảo (Poaceae).

## Loài
Chi Echinochloa gồm các loài: